# Dicranomyia (Dicranomyia) subchlorotica
Dicranomyia (Dicranomyia) subchlorotica is een tweevleugelige uit de familie steltmuggen (Limoniidae). De soort komt voor in het Neotropisch gebied.